# Vouivria

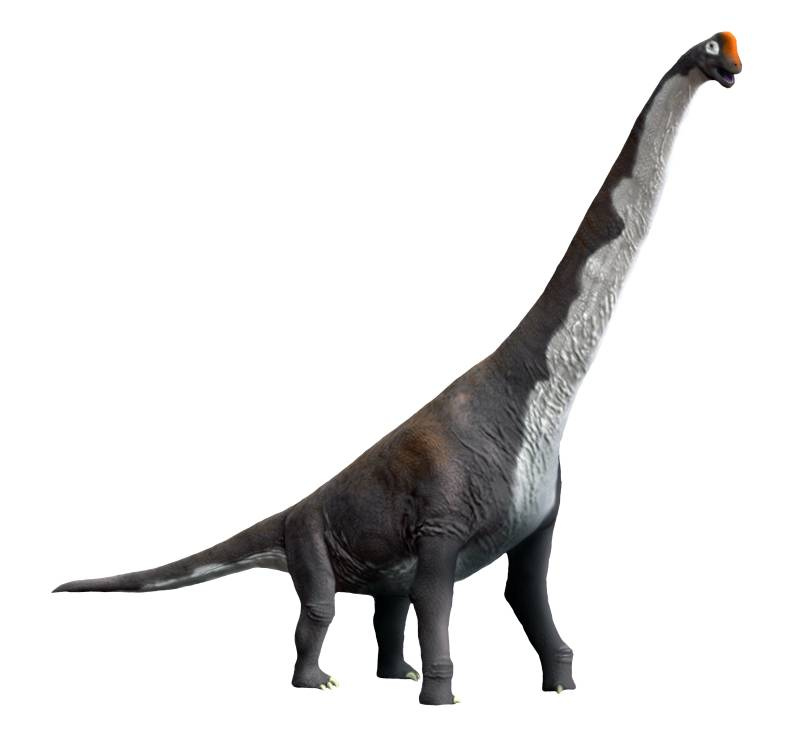
Vouivria damparisensis

Vouivria damparisensis is een plantenetende sauropode dinosauriër, behorend tot de Titanosauriformes, die tijdens het late Jura leefde in het gebied van het huidige Frankrijk.

## Vondst en naamgeving
In 1926 besloot het bedrijf Solvay een kalksteengroeve te openen te Belvoye, nabij Damparis in Bourgogne-Franche-Comté. In april 1934 merkte een steenwerker de aanwezigheid op van grote beenderen in de zuidoostelijke wand van de groeve. Hij liet een schouderblad zien aan opzichter Koehret die op zijn beurt de ingenieurs Verhas en Chardin waarschuwde. Dezen adviseerden directeur Étienne Haerens om de mergellens die de botten bevatte meteen helemaal uit te graven. Binnen de vooruitstrevende bedrijfscultuur van Solvay, gericht op de bevordering van wetenschappelijk onderzoek, was het vanzelfsprekend dat men zou pogen de resten voor de wetenschap veilig te stellen. De paleontologen Jean Piveteau en Raymond Ciry werden uit Parijs opgetrommeld om de opgraving te leiden. De berging begon in mei en was op 22 juni 1934 voltooid. Dat jaar nog publiceerde baron Jean de Dorlodot een artikel over het proces van opgraving. De Dorlodot dacht dat een overstroming door een rivier het skelet in zee gespoeld had. Het gat waarin het verwijderen van de mergel geresulteerd had, werd opgevuld zodat evenwijdig aan de rotswand een rails kon worden aangelegd voor een transporttreintje. De precieze locatie van de vindplaats is daardoor ook nu nog bekend.

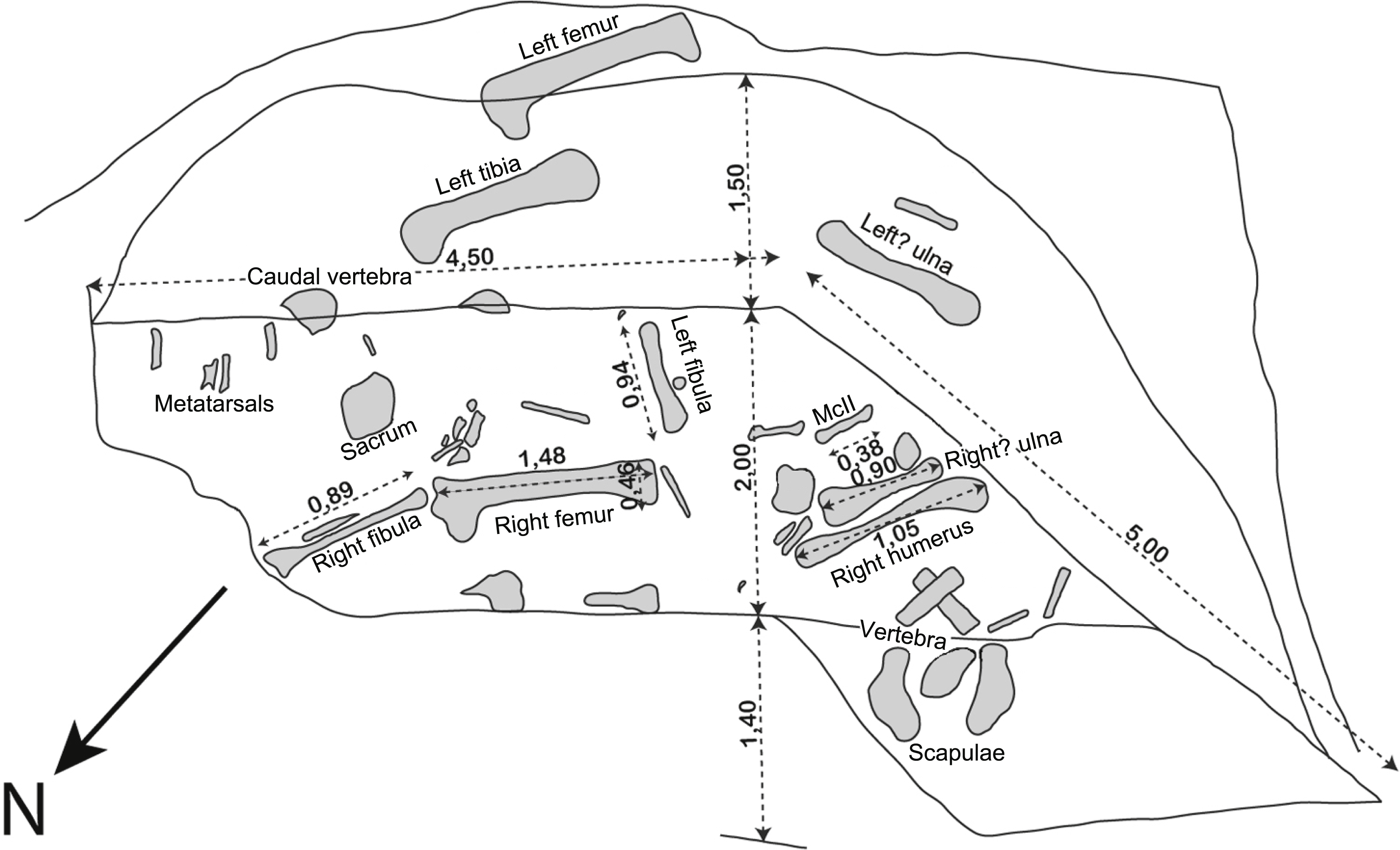
Kaartje van de positie van de beenderen bij de opgraving

De beenderen werden geschonken aan het Muséum national d'histoire naturelle waar ze werden geprepareerd door Pansard. In 1939 besloot Albert-Félix de Lapparent ze nader te onderzoeken terwijl Pansard ze verder prepareerde. In 1943 wees de Lapparent de beenderen toe aan Bothriospondylus madagascariensis. Zeven theropode tanden wees hij toe aan Megalosaurus insignis.
Sinds de jaren tachtig betwijfelden moderne onderzoekers of het materiaal iets met Bothriospondylus madagascariensis van doen had, welke soort sinds 2010 overigens ook als een nomen dubium wordt beschouwd. Naar de vondsten bij Damparis werd verwezen als de "Franse Bothriospondylus" of, als ook een verband met dat geslacht dubieus werd geacht, de Damparis sauropod. In 1999, 2015 en 2016 onderzocht Olivier Moine de geologie van de locatie opnieuw, wat leidde tot een meer exacte datering. Gezien de hoge ouderdom van de vondst en de zeldzaamheid van zulke resten in Frankrijk, werd het nuttig geacht een apart taxon te benoemen.
In 2017 benoemden en beschreven Philip David Mannion, Ronan Allain en Olivier Moine de typesoort Vouivria damparisensis. De geslachtsnaam is een latinisering van la vouivre, zelf afkomstig van het Latijn vipera, "adder", een gevleugelde draak of wyvern uit plaatselijke legenden. De schrijver Marcel Aymé heeft in 1941 ook roman aan dit thema gewijd, La Vouivre, waarin het dier de gedaante aanneemt van een schone vrouw die in het moeras een robijn bewaakt. De soortaanduiding verwijst naar de herkomst bij Damparis. Omdat de publicatie plaatsvond in een elektronisch tijdschrift was het voor de geldigheid van de namen nodig dat Life Science Identifiers geregistreerd werden. Deze waren B06BCF72-56A8-4DD6-BC27-CC0BA6D0092D voor het geslacht en CCAA960C-6A39-46A4-8AC9-70D8BA816647 voor de soort.
Het holotype, MNHN.F.1934.6 DAM 1-42, is gevonden in een laag van de Calcaires de Clerval, mogelijk de afzetting van de Tidalites de Mouchard die dateert uit het middelste tot late Oxfordien. Een ouderdom is bepaald van 163,5 tot 157,3 miljoen jaar met onzekerheidsmarges van één miljoen jaar. Het bestaat uit een gedeeltelijk skelet zonder schedel. Bewaard zijn gebleven: vijf tanden, drie halswervels, twee ruggenwervels, een deel van het heiligbeen, een voorste staartwervel, ribben, beide schouderbladen, een rechterravenbeksbeen, een rechteropperarmbeen, beide ellepijpen, een polsbeentje van de rechterpols, het eerste, tweede en derde linkermiddenhandsbeen, het derde en vierde rechtermiddenhandsbeen, de eerste kootjes van de eerste tot en met vierde linkervingers, twee handklauwen, de linkerbekkenhelft, het rechterzitbeen, beide dijbeenderen, beide scheenbeenderen, beide kuitbeenderen, een linkersprongbeen, een eerste linkermiddenvoetsbeen en een eerste, tweede en derde rechtermiddenvoetsbeen. In 2007 bleek dat een groot aantal elementen door de Lapparent fout waren geïdentificeerd. De beenderen zijn gevonden op een oppervlakte van dertig vierkante meter. Ze lagen niet in anatomisch verband maar wel min of meer in de normale positie binnen het lichaam. Dat wijst erop dat het dier ter plaatse gestorven is en het skelet niet in zee weggespoeld is. Het is vermoedelijk in een zachte laag kalksteen bij een kustlagune gevallen zodat de mergellens ontstond. Het karkas werd daarna door theropoden aangevreten die hun tanden achterlieten. Na een paar jaar werd het helemaal door kalksteen bedekt die uithardde en de botten verder beschermde.

## Beschrijving

### Grootte en onderscheidende kenmerken
Vouivria heeft een lichaamslengte van zo'n vijftien meter wat overeenkomt met een gewicht van tien à vijftien ton. Het rechterdijbeen heeft een lengte van 146 centimeter.

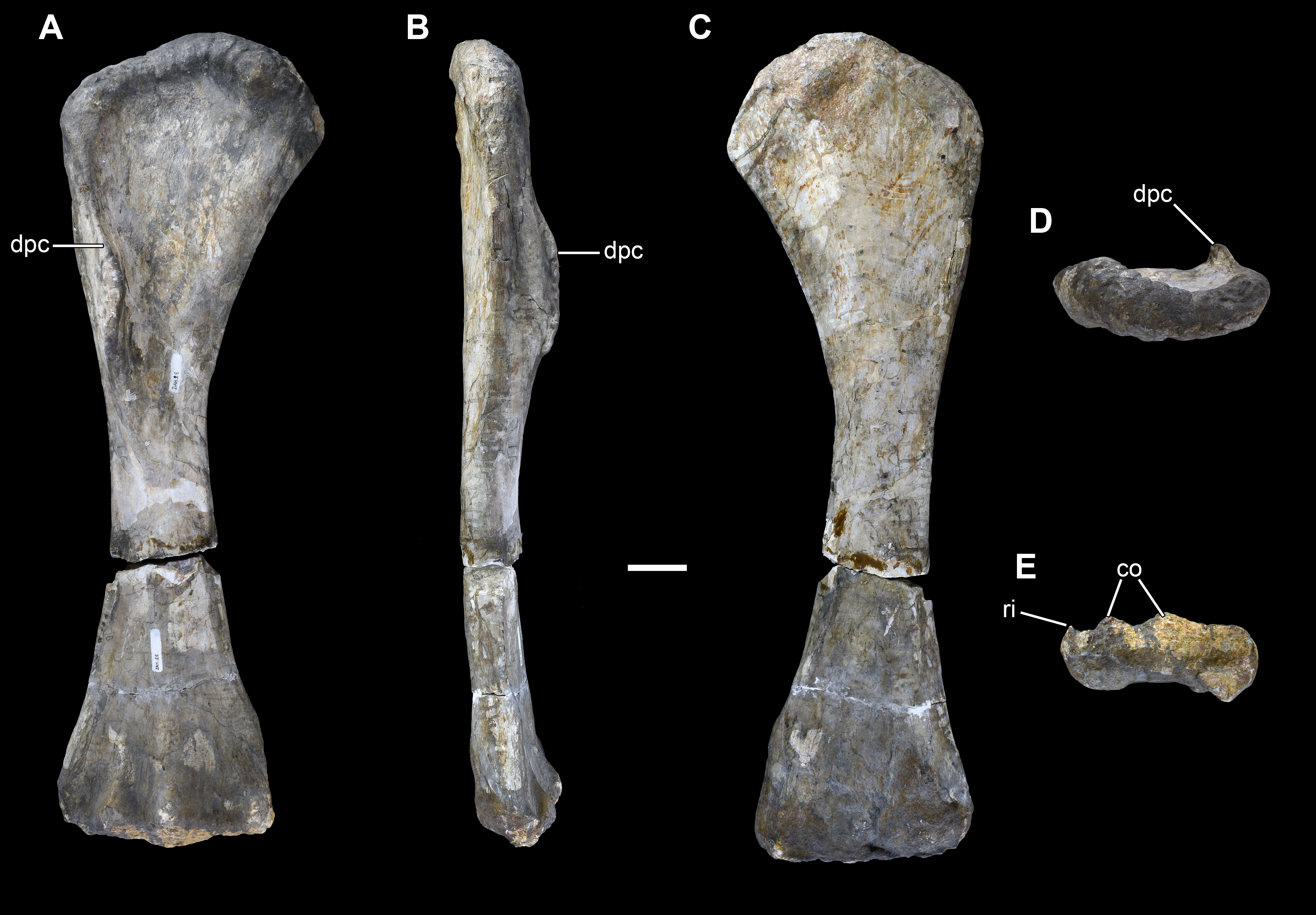
Het opperarmbeen met de onderscheidende deltopectorale kam (dpc)

De beschrijvers wisten zes onderscheidende kenmerken vast te stellen. Dat waren allemaal autapomorfieën, afgeleide unieke eigenschappen. Vier ervan waren onderscheidend ten opzichte van alle levensvormen. Bij de achterste middelste halswervels verbreden de richels die van de achterste gewrichtsuitsteeksels naar het doornuitsteeksel lopen zich naar achteren ter hoogte van de top van het doornuitsteeksel. Bij het derde middenhandsbeen splitst de richel die, als het bot verticaal gehouden wordt, aan de binnenste achterkant van boven naar beneden loopt zich op een kwart van de lengte van de schacht. Het vierde middenhandsbeen heeft op de binnenste achterrand een opstaande richel over het bovenste derde deel. Het dijbeen heeft tussen de onderste gewrichtsknobbels twee richels overdwars lopen, op de grens met de achterzijde van de schacht.
Twee andere autapomorfieën waren alleen onderscheidend ten opzichte van de naaste verwanten. Bij de voorste staartwervels zijn zowel de voorste als de achterste richel die aan de onderzijde van het zijuitsteeksel naar het wervellichaam loopt goed ontwikkeld. Bij het opperarmbeen verdubbelt de breedte overdwars van de deltopectorale kam zich naar onderen toe.

### Skelet

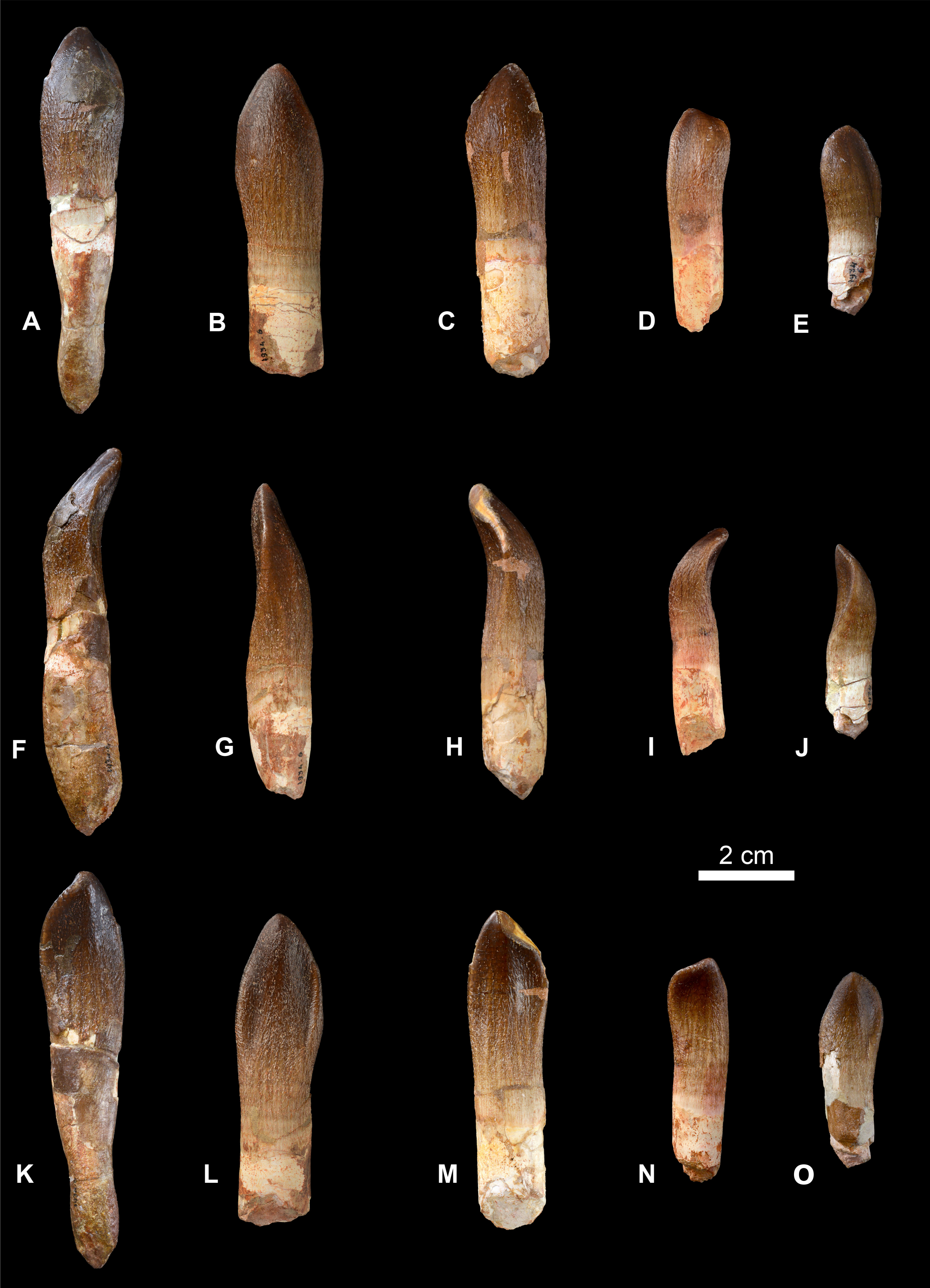
De vijf tanden in verschillende aanzichten

De tanden zijn van het lepelvormige type. Ze zijn naar binnen gebogen en ook om hun as gewrongen. De snijranden lopen niet door tot aan de basis.

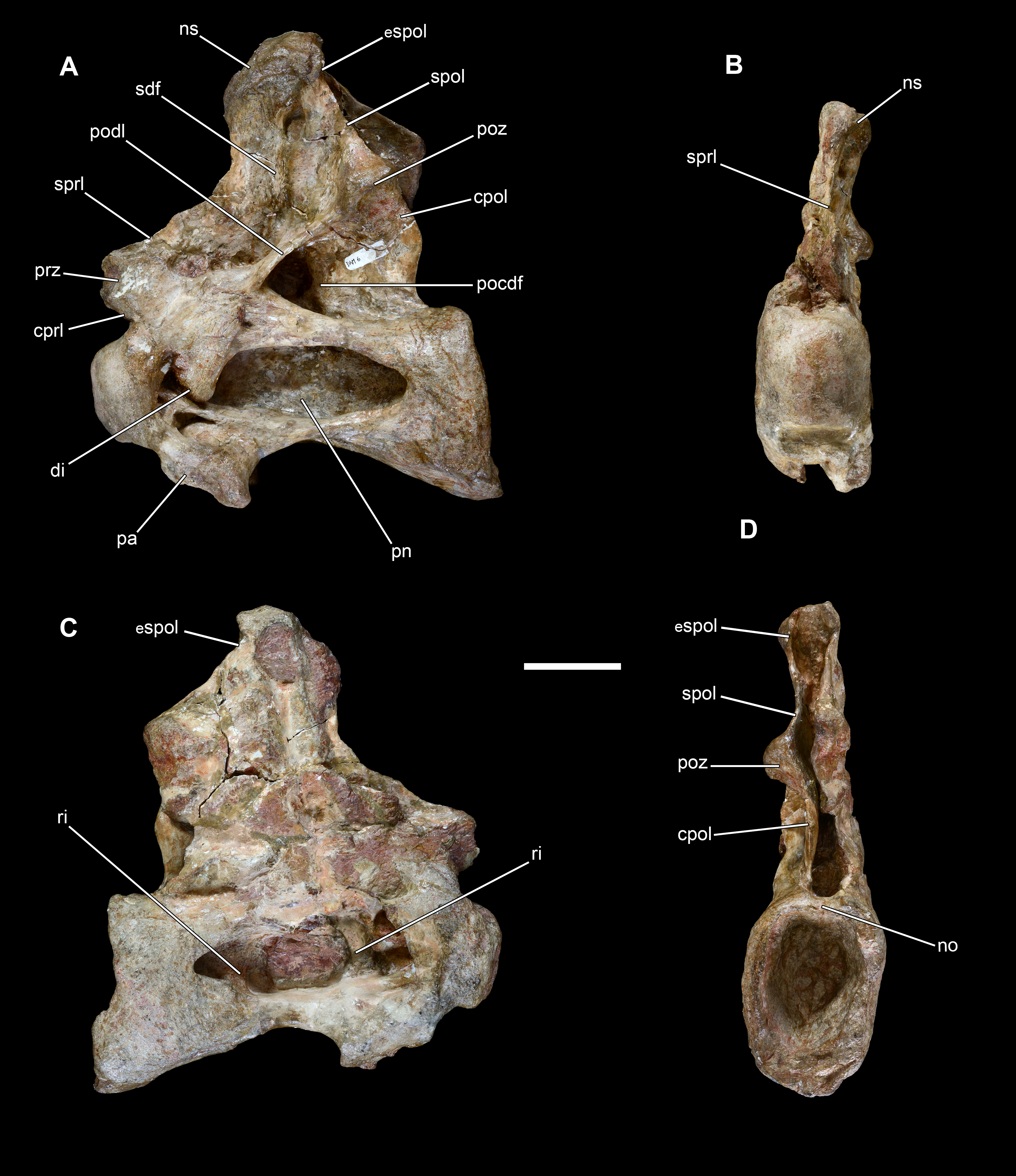
Specimen MNHN.F.1934.6 DAM 6, een middelste halswervel

De nek schijnt niet extreem verlengd te zijn geweest. De halswervels zijn sterk gepneumatiseerd met over de volle lengte diepe pleurocoelen en uitgeholde parapofysen. De onderzijden hebben geen trog of kiel. De zijkanten van de doornuitsteeksels zijn bedekt door een verticale reeks uithollingen die naar boven in grootte toenemen, net als bij Giraffatitan. De doornuitsteeksels staan min of meer verticaal. De achterste randen ervan verdikken zich, een kenmerk dat verder alleen van Galeamopus bekend is, een sauropode die tot een heel andere groep behoort. Ook bij de ruggenwervels ontbreken troggen of kielen op de onderzijde. De voorzijden van de wervellichamen zijn maar licht bol. Bij meer achterste wervels treedt zelfs een uitholling op op de onderzijde van het voorste gewrichtsfacet. De wervels kunnen dus maar nauwelijks opisthocoel genoemd worden. Ook de ruggenwervels zijn sterk gepneumatiseerd. Het heiligbeen heeft vier wervels bewaard; in 2017 werd aangenomen dat de vijfde sacrale wervel was afgebroken omdat deze niet was vastgegroeid met de andere. De eerste drie sacrale wervels hebben pleurocoelen. De sacrale ribben zijn relatief kort en missen pneumatische openingen. De voorste staartwervels zijn opvallend kort. Ze zijn amficoel en niet gepneumatiseerd. De zijuitsteeksels hebben zowel aan de voorkant als achterkant ondersteunde richels op de onderzijde, een kenmerk dat verder alleen van de Diplodocoidea bekend is. De staartbasis heeft een hyposfeen-hypantrum-complex van secundaire gewrichtsuitsteeksels. De doornuitsteeksels hebben geen sterk opstaande richels aan de basis van de voorkant of achterkant.
De ribben zijn plankvormig, een typisch titanosauriform kenmerk. Eén rib is vrij compleet met een lengte van 143 centimeter.
Het schouderblad heeft een lengte van 133 centimeter. Het heeft een brede maar lage basis en een vrij dun en recht eigenlijk blad dat zich naar boven verwijdt. De basis heeft vooraan een driehoekig naar beneden gericht uitsteeksel. Het heeft een D-vormige dwarsdoorsnede met bolle buitenzijde en platte binnenzijde, een basaal kenmerk. Het ravenbeksbeen is afgerond en mist een inkeping schuin voor en onder het schoudergewricht zoals de meeste brachiosauriden.
Het opperarmbeen heeft met 133 centimeter 91% van de lengte van het dijbeen. Dat is hoog voor een sauropode maar laag voor een brachiosauride bij welke beide botten meestal even lang zijn. Desalniettemin moet de voorpoot relatief lang zijn geweest wat vermoedelijk leidde tot een naar voren oplopende rug. De wordt bevestigd door de verder slanke bouw van het opperarmbeen. De bovenrand daarvan is tamelijk afgerond en maar weinig naar buiten verbreed. De aanhechtingspunten voor spiergroepen zijn laag of helemaal niet verhoogd. De deltopectorale kam is iets naar binnen gericht. De kam is naar onderen sterk overdwars verdikt, net als bij Titanosauria en Turiasauria. Het buitenvlak van de kam is hol gebogen. Aan de achterzijde van de schacht bevindt zich maar een ondiepe uitholling boven de gewrichtsknobbels. De ellepijp is eenennegentig centimeter lang en is niet bijzonder slank maar evenmin speciaal robuust. Het onderste uiteinde is naar achteren verdikt, anders dan bij Giraffatitan. De middenhand werd als een verticale halve buis belast waarbij het derde middenhandsbeen het langste is met 394 millimeter. De element is relatief verbreed. De gevorkte richel op de binnenste achterzijde, of onderzijde als het bot plat gezien wordt, heeft een bultvormige tak die naar buiten gericht is. De onderste gewrichtsvlakken van de middenhandsbeenderen zijn beperkt tot de uiterste uiteinden wat duidt op een geringe beweeglijkheid van de vingers. De eerste kootjes daarvan hebben nog functionele onderste gewrichten zodat de vingers niet daartoe gereduceerd waren. Er zijn in 1934 twee klauwen gevonden, die in 2017 niet meer aanwezig waren, met een lengte van veertien centimeter. Dit kunnen in grootte gereduceerde duimklauwen zijn geweest.
In het bekken heeft het darmbeen een lengte van 555 millimeter. Het voorblad is afgerond. Het zitbeen heeft een zijrichel op de buitenkant voor de aanhechting van de Musculus flexor tibialis internus III. Daarachter loopt een evenwijdige groeve, een basaal kenmerk.
De kop van het dijbeen loopt schuin naar boven. De vierde trochanter loopt niet door tot het midden van de schacht. Het is een opvallende smalle uitstulping, niet zichtbaar in vooraanzicht. De binnenste onderste gewrichtsknobbel heeft maar 80% van de breedte overdwars van de buitenste knobbel, een afgeleid kenmerk. De binnenste knobbel steekt ook verder naar onderen uit. Het scheenbeen heeft met zesentachtig centimeter een lengte van 59% van die van het dijbeen, hetgeen relatief kort is. Naar onderen versmalt het element tot de helft.

## Fylogenie
Het skelet werd al door de Lapparent beschouwd als een brachiosauride, gezien de lange voorpoten. De herbeschrijving uit 2017 bevestigde dit. In een cladistische analyse viel Vouivria uit als een lid van de Brachiosauridae, in een basale positie, boven Europasaurus en onder Brachiosaurus altithorax in de stamboom. Dat maakte Vouivria in 2017 tot de oudste bekende brachiosauride en daarmee het oudste bekende lid van de Titanosauriformes.